# Impaled
Az Impaled amerikai death metal együttes. 1996-ban alakult meg a kaliforniai Oaklandben. A név az "Immoral Medical Practitioners and Licentious Evil-Doers" rövidítése. Sean McGrath gitáros alapította, aki Ross Sewage basszusgitáros-énekessel együtt a Ghoul nevű thrash metal zenekarban is játszik. 

## Tagjok
- Leon del Muerte: gitár, ének (1997-2001), ének (2013-)
- Sean McGrath: gitár, ének (1996-)
- Jason Kocol: gitár, ének (2003-)
- Ross Sewage: basszusgitár, ének (1998-)
- Raul Varela: dobok (1996-)

## Diszkográfia

### Stúdióalbumok
- The Dead Shall Remain (2000)
- Mondo Medicale (2002)
- Death After Life (2005)
- The Last Gasp (2007)
- The Dead Still Dead Remain (2013)